# Анісімова Тетяна Валентинівна
Тетя́на Валенти́нівна Ані́сімова (нар. 17 квітня 1966, Єкатеринбург, РФ) — українська співачка (сопрано), Народна артистка України (2004).

## Життєпис
1992 — закінчила Одеську консерваторію (клас Г. А. Поливанової).
1992—2001 — солістка Одеського театру опери та балету.
Від 2001;— солістка Національного академічного театру опери та балету України імені Тараса Шевченка.
Співпрацює з театрами Італії та Іспанії. Брала участь в постановці опери «Дон Карлос» в Іспанії (1998). Виступала на оперному фестивалі в Спліті (Хорватія).
Гастролювала в Німеччині, Італії, Іспанії, Греції, Фінляндії, Лівані.
Чоловік — Василь Голяк, кларнетист Національної опери України. Син — Антон.

## Визнання
- 1992 — лауреатка Міжнародного конкурсу вокалістів ім. М. Лисенка (1-а премія)
- 1995 — заслужена артистка України[2]
- 1996 — лауреатка Міжнародного конкурсу ім. Альфредо Крауса (Іспанія, 3-я премія)
- 1996 — лауреатка Міжнародного конкурсу в Більбао (Іспанія, 2-я премія)
- 2004 — народна артистка України[1]

## Партії
- Тетяна, Йоанна, Йоланта, Ліза («Євгеній Онєгін», «Орлеанська діва», «Йоланта», «Винова краля» П. Чайковського)
- Земфіра («Алеко» С. Рахманінова)
- Тоска, Чіо-Чіо-сан, Турандот, Манон («Тоска», «Мадам Баттерфляй», «Турандот», «Манон Леско» Дж. Пуччіні)
- Недда («Паяци» Р. Леонкавалло)
- Сантуцца («Сільська честь» П. Масканьї)
- Ольга («Русалка» О. Даргомижського)
- Катерина Ізмайлова («Леді Макбет Мценського повіту» Д. Шостаковича)
- Кармен («Кармен» Ж. Бізе)
- Джоконда («Джоконда» А. Понк'єллі)
- Леонора, Аїда, Амелія, Єлизавета, Ельвіра, Леді Макбет («Трубадур», «Аїда», «Бал-маскарад», «Дон Карлос», «Ернані», «Макбет» Дж. Верді)